# カリフォルニアドチザメ
カリフォルニアドチザメ「California 奴智鮫」Triakis semifasciata はドチザメ科に属するサメの一種。主にアメリカ合衆国西海岸とカリフォルニア半島の沿岸に分布する。全長1.2–1.5 mで、背面の特徴的な鞍状の模様と斑点によって容易に識別できる。浅い湾内や河口の砂泥底で、大きな群れを作って生活する。活発な捕食者で無脊椎動物や小魚を食べる。回遊性は低く、地域ごとに多数の個体群に分かれている。無胎盤性の胎生。妊娠期間は1年ほどで、春に30匹程度の仔を産む。性成熟には10年ほどかかる。
人には危害を加えない。釣りの対象となる。肉やアクアリウム取引を目的にした漁業が行われているが、個体数が減少したため規制が行われている。IUCNは保全状況を軽度懸念としている。

## 分類
最初に与えられた学名は Triakis californica で、イギリスの動物学者ジョン・エドワード・グレイが1851年、List of the specimens of fish in the collection of the British Museum で発表したものである。だがこの名は適切な記載文を伴っておらず、裸名とされる。1854年12月、アメリカの魚類学者ウィリアム・オービル・エアーズは本種に Mustelis felis の名を与え、これが最初の分類学的記載となった。彼の講演はまずサンフランシスコの新聞 The Pacific に載せられ、その後科学誌 Proceedings of the California Academy of Natural Sciences に発表された。1855年4月、フランスの生物学者シャルル・フレデリック・ジラールは別の記載文を発表し、Triakis semifasciata の名を与えた。
Mustelis felis がシニアシノニムであるにもかかわらず、日付に誤りがあったため Triakis semifasciata が広く用いられるようになってしまった。この状態が非常に長く続いているため、Triakis semifasciata は保護名として有効に、Mustelis felis は遺失名として無効にされている。種小名 semifasciata はラテン語の semi（半分の）・fasciatus（帯）に由来し、背面にある鞍状の模様に因んだものである。古い文献では本種は"tiger shark"・"catshark"の名で扱われている場合がある。
本種はドチザメ属の Triakis 亜属に属し、ドチザメなどと近縁である。2006年のタンパク質コード遺伝子に基づく分子系統解析では、ドチザメ属のTriakis 亜属と、もう一つの Cazon 亜属（Triakis megalopterus）は近縁でないことが示された。

## 分布

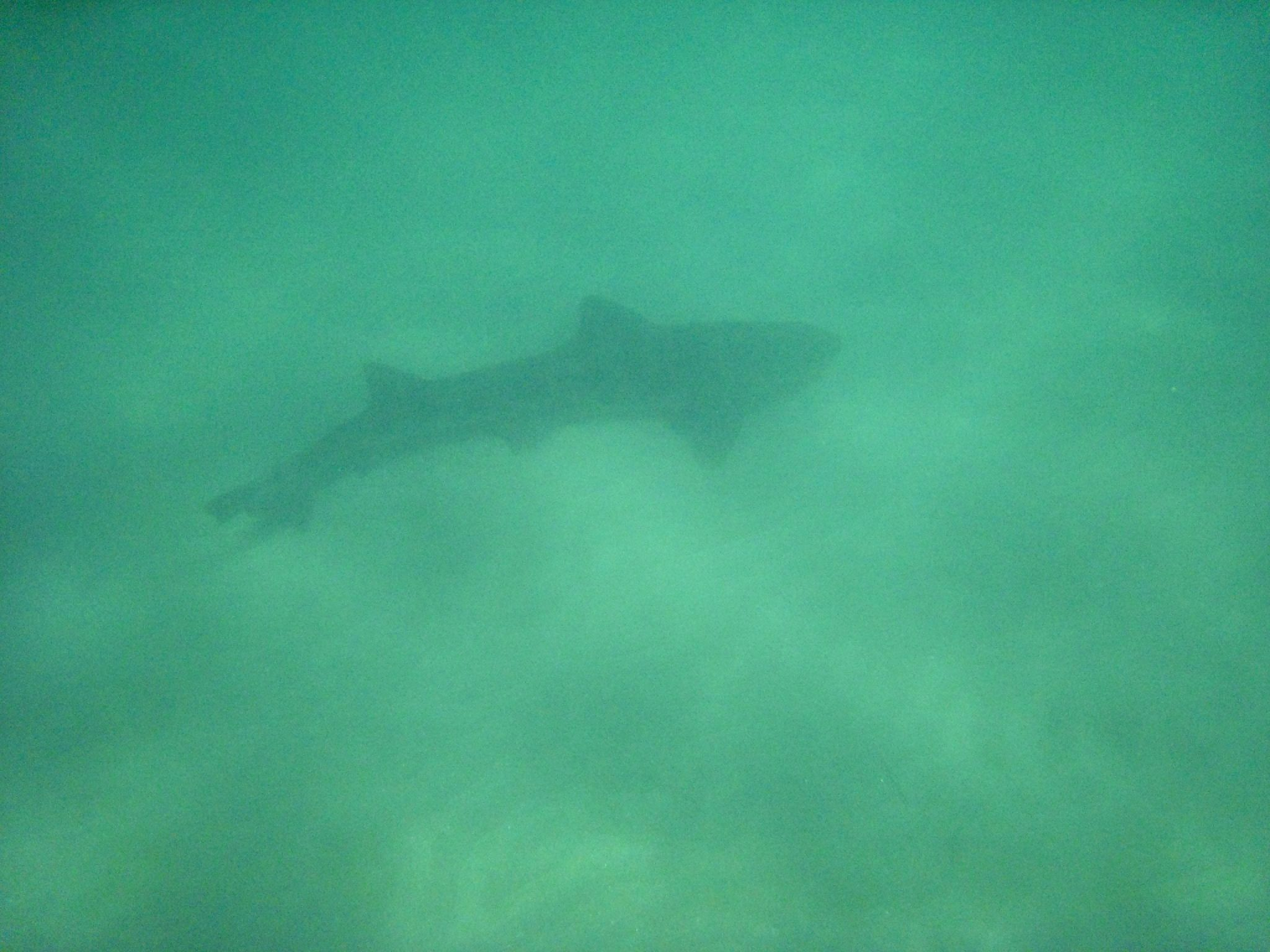
砂泥底で見られる。

北東太平洋の冷温帯から暖温帯に分布し、オレゴン州のクーズベイからメキシコのマサトランまでの沿岸（カリフォルニア湾を含む）に出現する。湾内や河口の砂泥底を好むが、ジャイアントケルプの間や岩礁、開けた海岸でも見られる。多数の個体が発電所の温排水に集まっている姿も観察されている。一般的に海底近くを泳ぐ。91mの深さから得られたことがあるが、深度4m程度の潮間帯に最も豊富である。特に分布域の北部でその傾向が強いが、冬に多くの個体が沿岸を離れ、初春に戻ってくる。カリフォルニア北部のトマレス湾での研究では、水温が10-12℃を下回った時点で出発することが分かった。標識調査では、140kmも南に移動した個体もいた。
数百kmも移動する個体もいるが、ほとんどの個体は狭い範囲で一生を過ごす。このため、地域間の遺伝的多様性はかなり大きなものとなっている。フンボルト湾からサンディエゴまでのカリフォルニア沿岸で、7個の遺伝子プールが特定されている。フンボルト湾の個体群は最も孤立したグループで、他の個体群より成熟が遅く、産仔数も少ない。対照的に境界が曖昧な遺伝的集団もおり、ロサンゼルス周辺はそのような集団間の移行帯の特徴を示している。バハカリフォルニアでは、太平洋側の個体群はカリフォルニア湾北部の個体群とおそらく区別される。出生地への回帰性を持つ証拠は曖昧ではあるが、概ねその近くで繁殖することによって個体群の独立性が保たれているようである。

## 形態

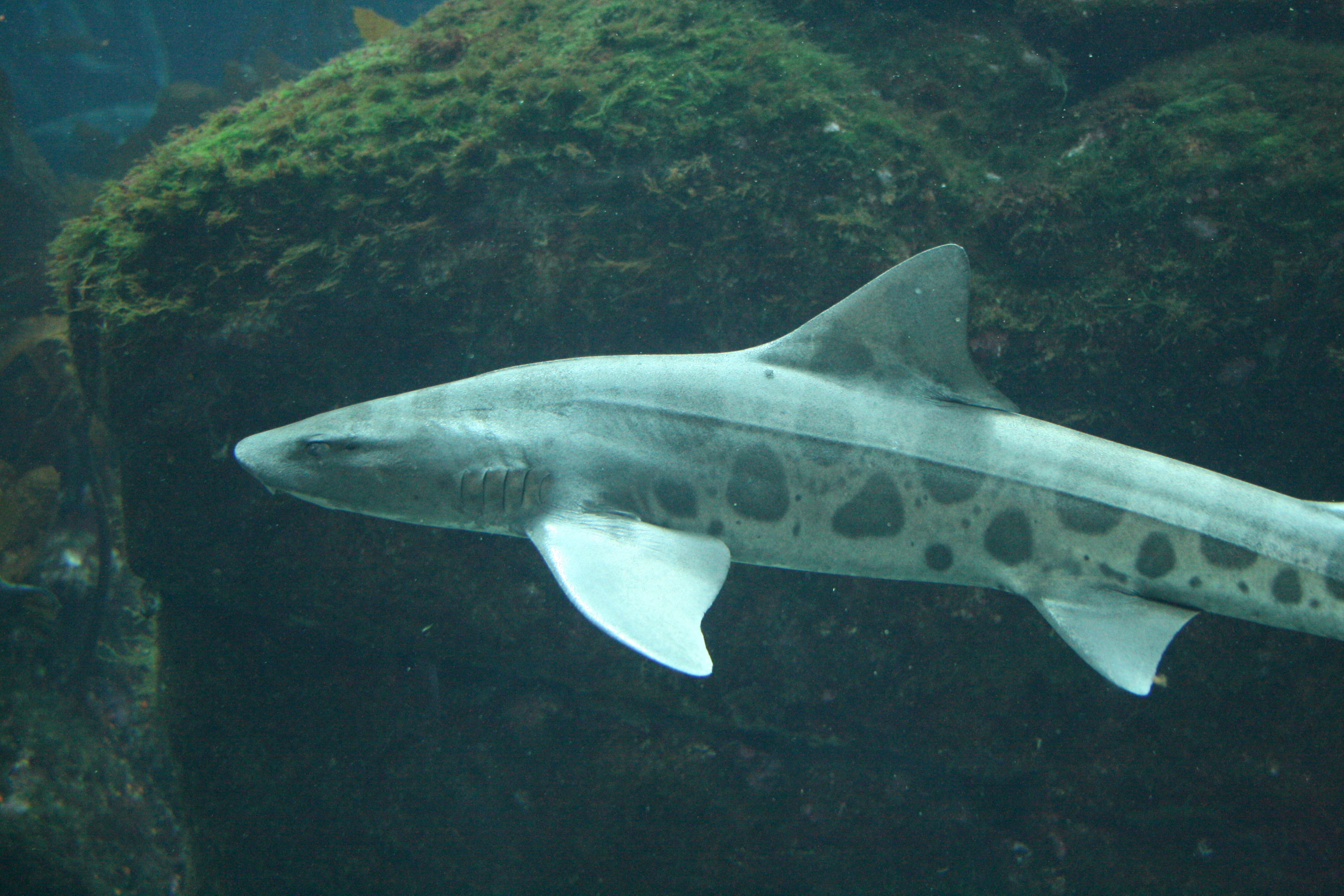
英名の "Leopard"（ヒョウ）は体の模様に由来する。

体は頑丈で、吻は短く丸い。鼻孔にはよく発達した三角形の前鼻弁を持つ。眼は楕円形で大きく、瞬膜を持つ。口は強く弧を描く。口角の唇褶は上顎・下顎双方に伸び、下顎ではほぼ中央で接する。歯列は上顎で41–55、下顎で34–45。各歯は僅かに傾き、中央には滑らかな尖頭があり、その左右を1-2本の少尖頭が取り巻く。これらの歯は凹凸のある敷石状の平面を形成する。
第一背鰭は大きく、胸鰭と腹鰭の中間に位置する。第二背鰭は第一と同じくらいの大きさで、臀鰭よりかなり大きい。胸鰭は三角形で幅広い。尾鰭の下葉は成体ではよく発達するが、上葉の半分以下の長さである。上葉先端の腹側には強い欠刻がある。体色は独特で、銀色から青銅色の背景に黒い鞍状の縞模様と斑点が並ぶ。成体は幼体に比べ縞模様と斑点の数が多く、その中心部の色は淡くなる。腹面は一様に白っぽい。全長は平均して1.2-1.5mである。最大で雄は1.5m、雌は1.8m程度になり、例外的に2.1mの雌個体が報告されている。体重は最大で18.4kgになる。

## 生態

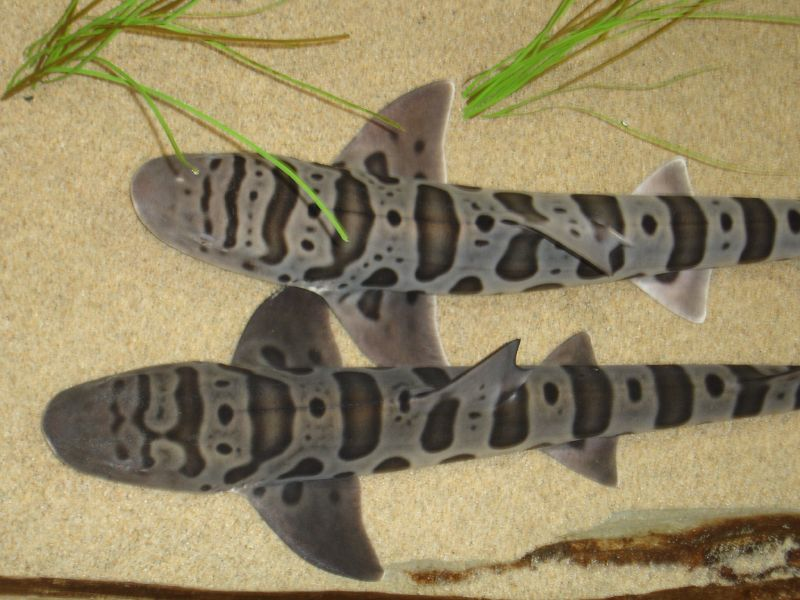
性別・体の大きさごとに分かれて群れを作る。

活動的で、砕波帯付近を泳ぎ回る。昼より夜のほうが活発で、海底で休む姿も見られる。トマレス湾などでは、上げ潮に乗って干潟に進入して摂餌し、潮が引いて取り残される前に帰っていく。サンタカタリナ島では、昼は浅瀬に寄り集まって過ごし、夜間は10kmほどの範囲内の深みに散らばる。
性別、年齢ごとに集まって大きな群れを作る。アブラツノザメやホシザメ属の Mustelus californicus ・Mustelus henlei と混群を作ることもある。これらの群れは明らかに放浪性で、突然出現して数時間で消失する。飼育下では、大型個体は小型個体の胸鰭を軽く噛んで優位性を主張することが観察されている。夏の間浅い湾内や河口に、成熟雌で構成された大きな群れが見られる。この群れは夜間には解散する。この雌は温かい水塊を追って移動しており、これによって深部体温を3℃程度上げることができ、自身や妊娠中の胎児の成長を促進していると推測されている。構成個体は一定しておらず、個々の個体は数kmの範囲を泳ぎまわって定期的に別の群れへと移動している。
同所に分布するホシザメ属の種と比べ、赤血球が小型で数が多く、酸素をより効率的に運ぶことができる。これはおそらく酸欠に陥りやすい河口域での摂餌に対応したものだと考えられる。眼の錐体細胞は少なく、濁った水中に住むことを反映しているようである。小型個体はホオジロザメ・エビスザメなどの餌となり、フンボルト湾の干潟で本種を待ち伏せたエビスザメが、水中から飛び出すほどの速度で襲いかかる姿が目撃されている。寄生虫として条虫の Phyllobothrium riseri ・Lacistorhynchus dollfusi ・Paraorygmatobothrium barber、カイアシ類の Echthrogaleus eoleoptratus ・Achtheinus oblongatusが知られている。

### 摂餌

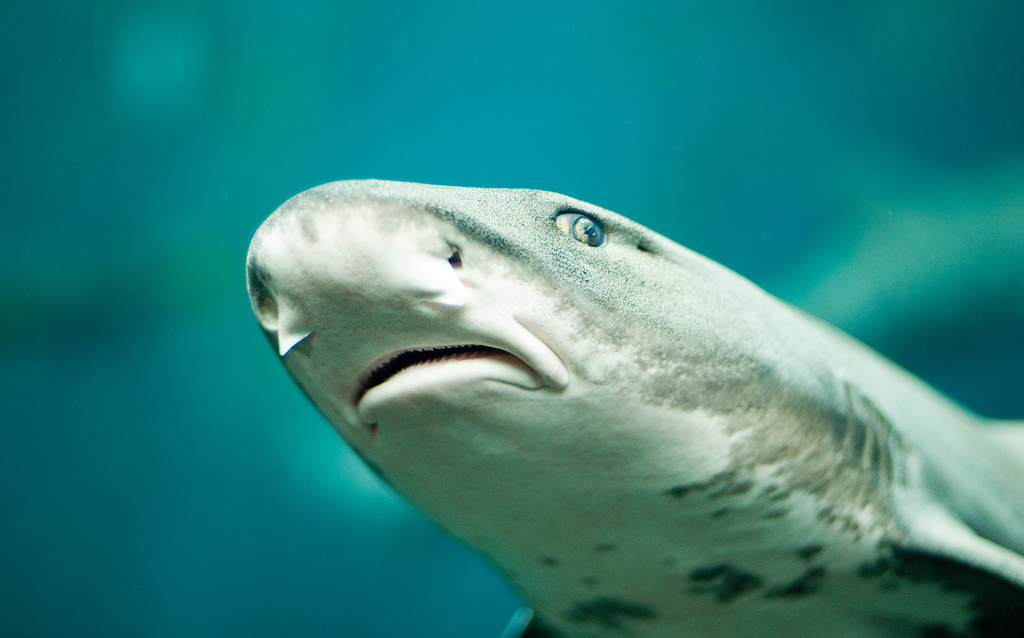
吸い込みと噛み付きの組み合わせで獲物を捕食する。

餌は小型の底生・海岸性動物で、特にカニ（イチョウガニ科・イワガニ科・スナホリガニ類）・エビ・硬骨魚（アンチョビ・ニシン・トップスメルト・ニベ科・ウミタナゴ科, ハゼ・メバル類・カジカ類・カレイ・イサリビガマ属）・魚卵・二枚貝・ユムシ類 (Urechis caupo）等を食べる。日和見的捕食者であり、オキナワアナジャコ類・多毛類・若いホシザメ属・サカタザメ類 (Rhinobatos productus) ・トビエイ類 (Myliobatis californicus) を食べていた例もある。アマモや藻類を餌とともに呑み込んでしまうこともある。
餌は口腔を広げることで吸い込むようにして食べる。これは、唇の軟骨を前方に突き出して口を筒型にするとともに、顎を突き出して歯で獲物を捕えることによって成されている。他のサメのように歯は定期的に生え変わり、新しい歯が元の位置に来るまで9-12日かかる。二枚貝を捕食する際には、水管を引き込む前に体を梃子のように用いて切断するため、胃が貝の水管で満たされていることもある。時折、軟体部全体をこの方法で引きずり出すこともある。他の個体では、噛み跡のないユムシのみが入っていたこともあり、堆積物中のユムシを吸い出したと考えられる。また、サンフランシスコ湾にかかる橋脚の下で、本種とアブラツノザメが群れを作り、時計回りに泳ぐアンチョビの群れの周囲を反時計回りに旋回し、口の中に飛び込むアンチョビを捕食しているところが観察されている。
生息地によって餌の種類に偏りがあることがある。例えばトマレス湾ではイチョウガニ類とユムシ類、フンボルト湾ではカリフォルニアトウゴロウの卵とカニ類のRomaleon antennarium ・アメリカイチョウガニを消費している。季節や年齢によっても餌の種類は変わり、例えばモントレー湾のElkhorn Sloughでは、イチョウガニ類とユムシ類は冬から春、魚卵は冬、小魚は夏、イワガニ類と二枚貝は秋に最も捕食されていた。若い個体は主にカニを食べ、70-80cmに達すると貝の水管・魚卵・ユムシに移行する。さらに大型になると主に小魚を食べるようになる。

### 生活史

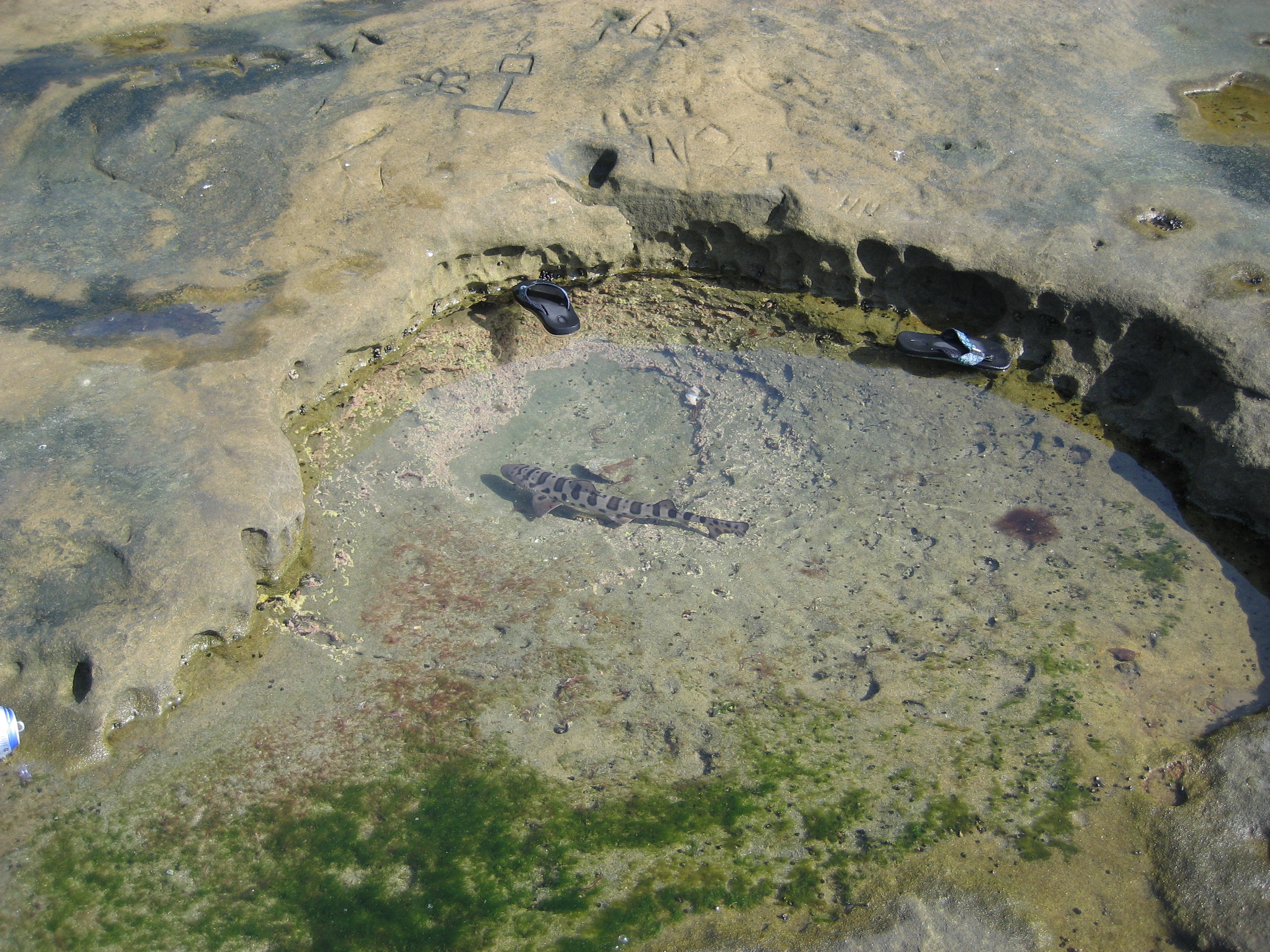
若い個体は非常に浅い場所で見られる。

無胎盤性の胎生であり、胎児は出産まで卵黄嚢によって成長する。分布域の北部では湾内や沼沢地を成育場として利用するが、南部ではより開けた場所で出産する傾向にある。繁殖地としてフンボルト湾・トマレス湾・ボデガ湾・サンフランシスコ湾・Elkhorn Slough・Morro Bay・サンタモニカ湾・カタリナ港（サンタカタリナ島）・サンディエゴ湾が知られている。
出産は3-7月（特に4-5月）で、毎年繁殖する。産仔数は1-37で、母体の大きさに影響を受ける。フンボルト湾・サンフランシスコ湾では、幼体に隠れ家と餌を提供するためアマモ場で出産する。カタリナ港では、背が水上に出るほどの水深1m以下の砂地で出産し、幼体は水深30cm以下の場所に留まる。交尾は出産の後、初夏に行われる。現在のところ、これが観察されているのは2004年のラホヤのみで、この時は9匹の個体が岸から19m、深さ0.3-3mほどの場所に集まっていた。
出生時は約20cm。3-4歳を過ぎると成長は比較的遅くなり、雄で2.0cm/年、雌で2.3cm/年程度になる。雄は7-13歳・0.7-1.2m、雌は10-15歳・1.1-1.3mで性成熟する。同年齢の個体でも大きさがかなり異なることがある。また、大型個体では成長が極端に遅くなり、ある個体は12年間で4cmしか成長しなかった。寿命は最大30年ほどと推定されている。

## 人との関連

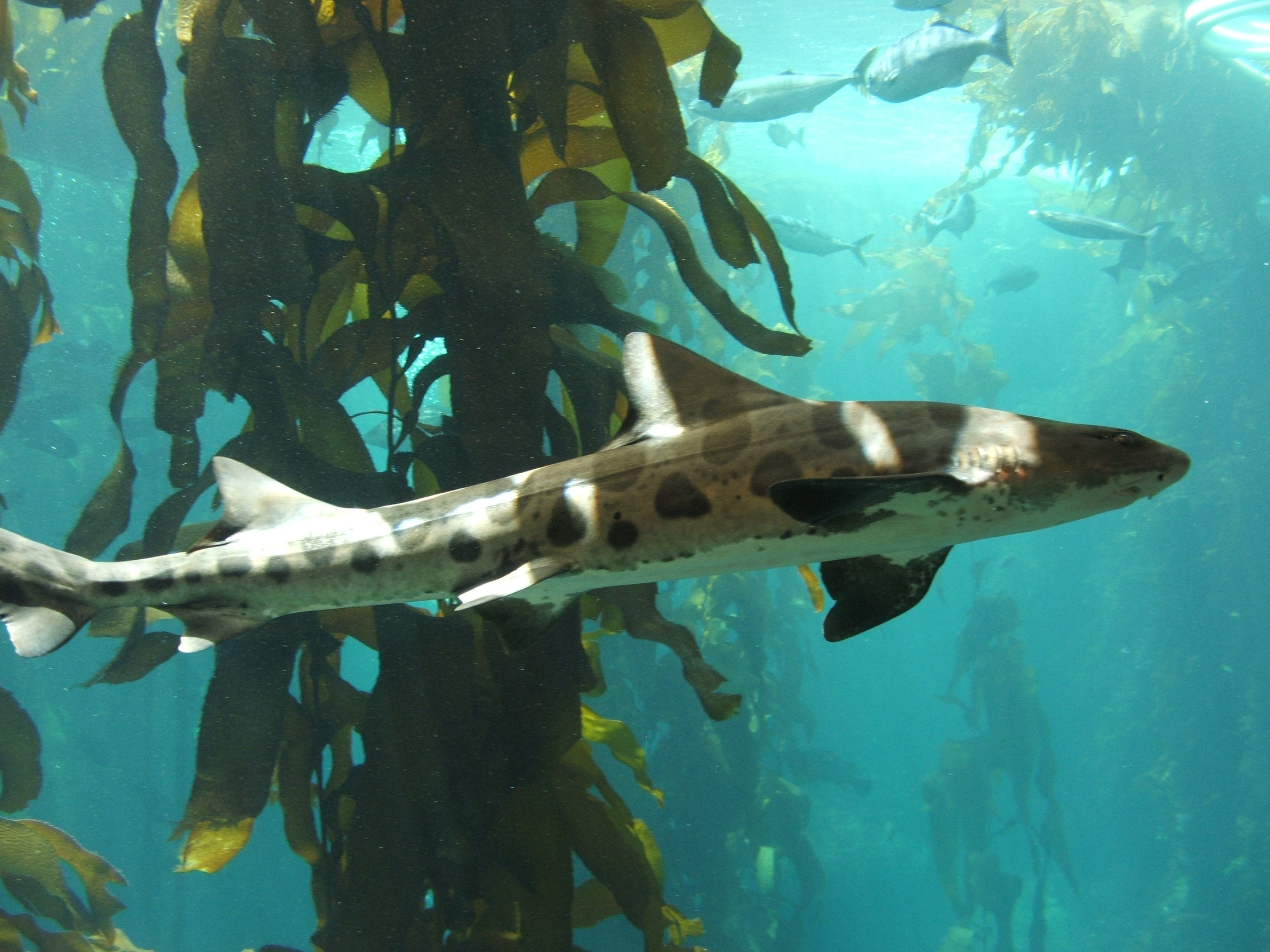
モントレー湾水族館の飼育個体。飼育環境にはよく適応する。

警戒心が強く逃げ足が速いため、人に危害を加えることはない。1955年に鼻血を出した素潜りのダイバーに付き纏った例が報告されているが、この時もダイバーが傷を負うことはなかった。刺し網・延縄などで商業的に漁獲されるほか、趣味的な釣りやスピアフィッシングの標的ともなる。底引き網で混獲されることもある。 肉は食用として優れているとみなされており、生や冷凍で販売される。だが、人口密集地近くに暮らす個体は水銀・殺虫剤・ポリ塩化ビフェニルなどを蓄積している可能性があり、カリフォルニア州魚類野生動物局はその危険性を警告している。その丈夫さと外見の美しさからアクアリウム業界での取引対象となっており、1980年代後半から1990年代前半にかけて、カリフォルニア南部では多くの幼体が釣りで漁獲されていた。飼育下では20年以上生きる。
漁業のほとんどはカリフォルニアで行われており、1983年に最大の水揚げ量45953kgを記録したが、1991年以降は平均14060kg程度である。だが、単に「サメ」として他種とまとめて報告されている場合もあり、実際の水揚げ量はもっと多いと考えられる。近年は遊漁者による捕獲も増えており、商業漁業による漁獲量を上回っている。1980-1988年は平均して毎年52000個体、1993年以降は45,000個体が釣り上げられている。オレゴン州での捕獲は無視できるレベルである。メキシコでの漁獲状況は不明だが、メキシコのサメ漁はより大きな種に集中する傾向がある。
IUCNは保全状況を軽度懸念としている。成長が遅いことと地域を跨いで移動することが少ないことから、地域的に個体数が減少しやすい。米国の太平洋漁業管理協議会 (PMC) による1982年の底魚管理計画では、本種は考慮されてはいるが、管理下におかれることはなかった。1992年、カリフォルニア州は遊漁者による91cm以下の個体の捕獲を規制し、1回の捕獲数を3匹までに制限した。この動きは遊漁者団体からも強く支持されている。1993年には商業漁業を含め、46cm以下の全てのサメ・エイ類の捕獲が規制された。これにはアクアリウム取引も含まれる。さらに、沿岸域で特定の漁具の使用を禁止することでも、個体数を保護している。これらの政策により本種の死亡率は減少し、1980年代から続いていた個体数の減少は収まったようである。統計学的モデルからは、持続可能な漁業下での個体数増加率は年3–6%と予想される。